# Johann Joachim Schümann

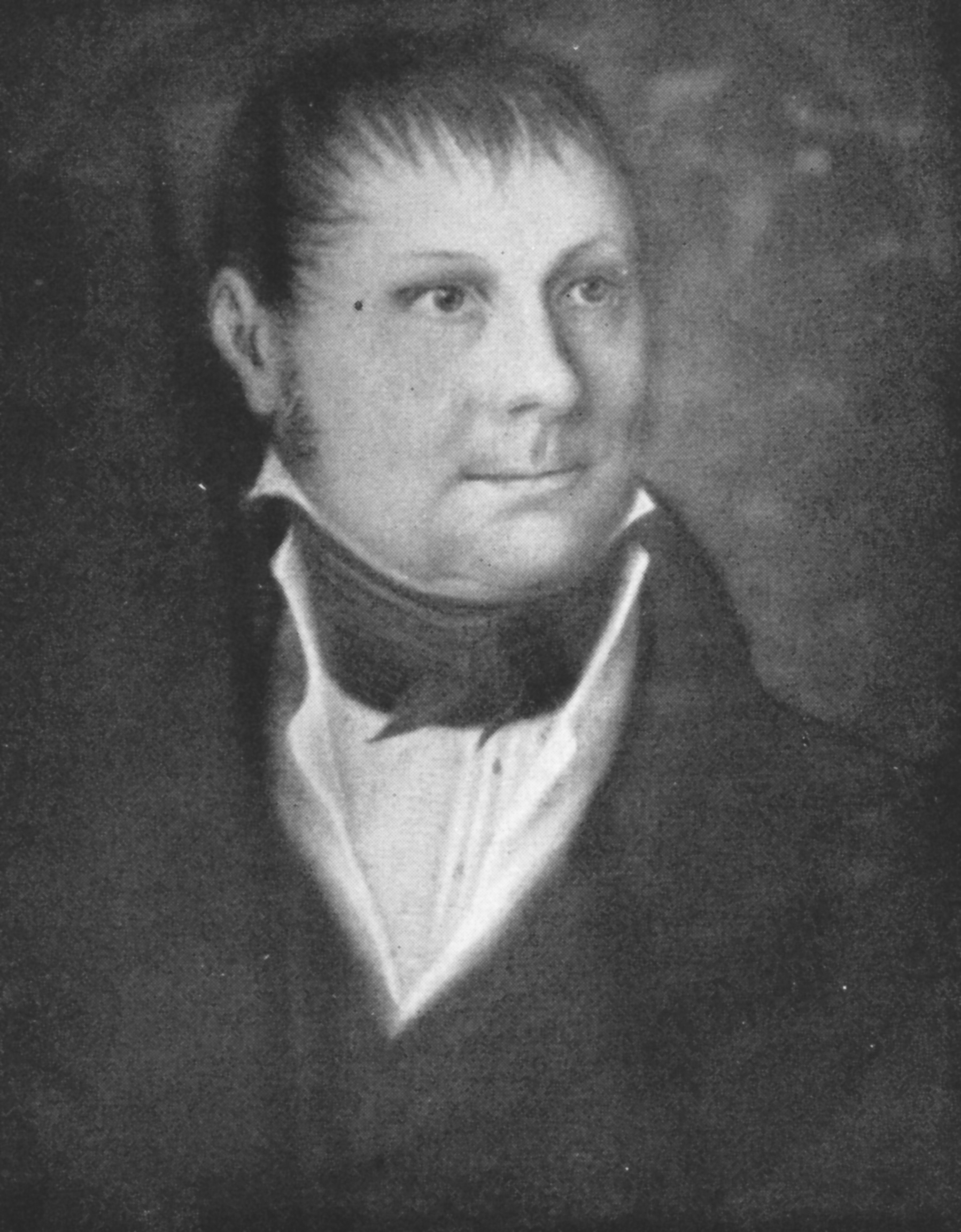
Johann Joachim Schümann (1819)

Johann Joachim Schümann (* 1776 in Grömitz; † 1861 in Lübeck) war ein deutscher Kapitän in Lübeck. Er veröffentlichte einen Bericht darüber, wie er 1817 der Gefangenschaft algerischer Piraten entkommen ist.
Sein Schiff, die "Industrie", wurde am 3. Juli 1817 auf der Fahrt von Riga nach Corril (Spanien) geentert. Es gelang ihm jedoch, die feindliche Übermacht durch List zu überwältigen und sein Schiff nach Lissabon zurückzubringen. Seine Beutestücke, Gewehr und Türkensäbel, werden heute in der Schiffergesellschaft in Lübeck ausgestellt. 
Sein Bericht über Gefangennahme und Befreiung erschien 1818 im Hamburgischen Correspondent.